# ガブリール・ポポフ
ガヴリール・ハリトノヴィチ・ポポフ（ロシア語: Гаврии́л Харито́нович Попо́в、英語: Gavriil Kharitonovich Popov、1936年10月31日 - ）は、ソビエト連邦及び、ロシアの経済学者、政治家。ギリシア系ロシア人。ゴルバチョフ期のソ連にあっては、エリツィン、アナトリー・サプチャークと並ぶ急進改革派の代表的人物であった。

## 経歴
1963年モスクワ大学大学院を修了し、同大学教授となる。1970年代の末から改革に関する論文を発表し始め、ゴルバチョフによってペレストロイカが開始されるに及んで急進改革派の立場で政治改革や民族問題について積極的な政策提言を行った。1988年より雑誌『経済の諸問題』編集長。1989年ソ連人民代議員に選出され、エリツィン、アンドレイ・サハロフ博士らと共に急進改革派の議員グループ「地域間代議員グループ」を結成した。
1991年から1992年までモスクワ市長を務め、エリツィンロシア大統領、サプチャークレニングラード（現サンクトペテルブルク）市長とともに改革派の代表であった。